# Mary Johansson
Mary Nanny Johansson, senare Jantin, gift Reinfeldt, född 7 januari 1923 i Helsingborg, död 16 juni 2014 i Gustav Adolfs församling i Helsingborg, var en svensk friidrottare (spjutkastning). Hon tävlade för IFK Hälsingborg. Gift 1945 med Iwan Reinfeldt (1917–1996).